# ちゃんちゃん焼き

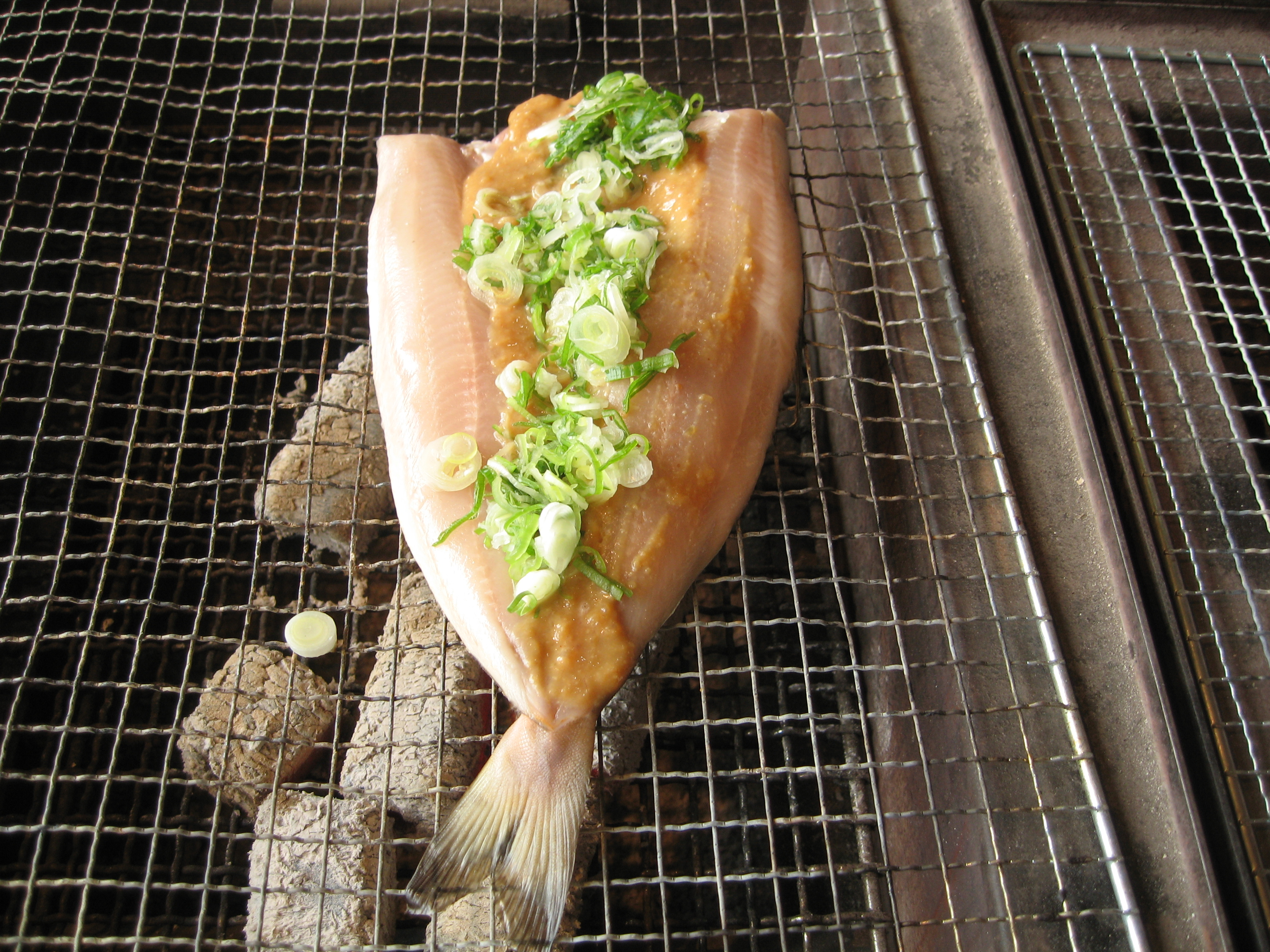
北海道礼文島のホッケのちゃんちゃん焼き

ちゃんちゃん焼き（ちゃんちゃんやき）は鮭などの魚と野菜を焼いて味噌などで調味した日本の郷土料理。北海道の漁師町の名物料理である。
ちゃんちゃん焼きは、2007年に農林水産省の主催で選定された農山漁村の郷土料理百選において、ジンギスカン、石狩鍋と共に、北海道を代表する郷土料理として選出されている。

## 作り方

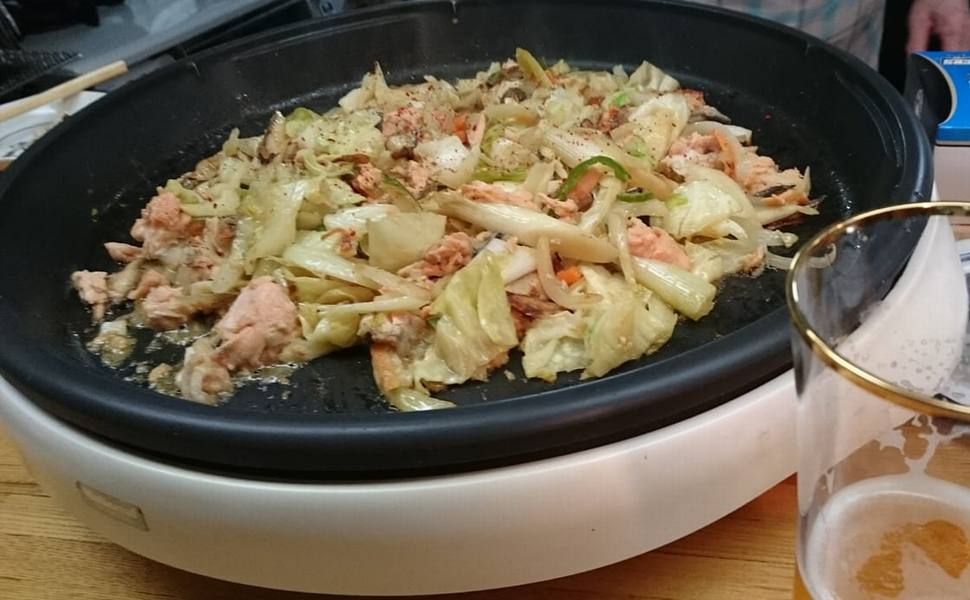
ホットプレートによるちゃんちゃん焼き

一般的には、鮭をメインの食材にすることがほとんどだが、ニジマスなど他の魚を使うこともある。その他の具材としては、玉葱や長葱、キャベツ、モヤシ、ピーマン、人参、ブナシメジなどの野菜を用いる。
またカラフトマスやサクラマスは小型の鉄板のみならずホットプレートでも調理しやすい手ごろなサイズであり、食味や食感がこの料理に合うために特に漁業の盛んな沿岸部等で古くから好んで利用されてきた。
鮭のちゃんちゃん焼きの基本的な作り方は以下のとおりである。
1. 鉄板やホットプレートを熱しバターを敷く。
2. あらかじめ適当な大きさに切っておいた野菜を鉄板の中央を空けて置き、その中に鮭の半身を皮の方を下に向けて乗せる。
3. 味噌を酒で溶き、みりん、または砂糖を混ぜたものを、鮭の身に塗るか、鉄板の周りに流してから、アルミホイルなどをかぶせて蒸し焼きにする。
4. 火が通ったら鮭の身をほぐし、野菜と混ぜ合わせる。

作り方には、用いられる調理器具の違いや、味噌の種類の違い、バターを用いるか油を用いるか、下味の有無、半身を焼く際に皮から焼く・身から焼くなどのバリエーションがある。元来三枚おろしにしたサケが用いられたが、切り身のサケが用いられることもある。伝統的には鉄板が用いられたが、フライパンやホットプレートで調理されることも多い。
アルミホイルを被せるのではなく包んでしまうホイル焼きの調理法が用いられることも一般的である。

## 語源について
何故この名称で呼ばれるのか、その由来は定かではない。説としては、「お父ちゃんが焼いて調理するから」、「ちゃっちゃと（＝素早く）作れるから」、「鮭を焼くときに、鉄板がチャンチャンという音を立てるから」、「仕事中の漁師が親方の目を盗み、浜でスコップを使い鮭を焼いて食べたときにちゃんちゃんこで身を隠していたから」、「焚き火を起こすときの火打石の音から」、「鮭定置網は土俵と呼ばれる重しで固定されている。古い時代には土俵の作成に大きな鋤簾（じょれん）が使われていた。当時浜では鋤簾の事をチャンチャンとよんでいた。そのチャンチャンを鉄板代わりに利用して調理した事から命名された」、などがある。